# Dowlatyar (ort)
Dowlatyar (persiska: دولت‌یار) är en ort i Iran.   Den ligger i provinsen Kermanshah, i den nordvästra delen av landet, 400 km väster om huvudstaden Teheran. Dowlatyar ligger 1 461 meter över havet och antalet invånare är 255.
Terrängen runt Dowlatyar är varierad.Runt Dowlatyar är det ganska tätbefolkat, med 185 invånare per kvadratkilometer. Närmaste större samhälle är Kāmyārān, 10,5 km nordväst om Dowlatyar. Trakten runt Dowlatyar består till största delen av jordbruksmark.